# Guadalupe Porras Ayuso
Guadalupe Porras Ayuso (Badajoz, 1987) és una àrbitra de futbol espanyola.
Formada al Col·legi d'àrbitres de Badajoz, va debutar als setze anys arbitrant partits de la Tercera divisió espanyola. L'any següent va aconseguir l'ascens a la Segona divisió B. Després de vuit temporades va ascendir a la Segona divisió, on hi va competir durant dos anys. Internacional des de 2014, també ha arbitrat partits de la Lliga de futbol femenina. La temporada 2019-20 va ascendir a la Primera divisió, convertint-se en la primera àrbitra assistent del futbol estatal. Va fer el seu debut l'agost de 2019 en el partit que va enfrontar el RCD Mallorca i la SD Eibar a l'Estadi de Son Moix. També ha estat la primera àrbitra en una final de la Copa del Rei, fent d'assistent d'Estrada Fernández en el partit entre l'Athletic Club i la Reial Societat disputat a l'Estadi de La Cartuja el 3 d'abril de 2021.
Entre d'altres reconeixements, va rebre l'any 2019 el premi Mujeres Progresistas en la categoria d'esport femení atorgat per la Federación de Mujeres Progresistas.